# Listă de planoare din Polonia
Aceasta este o listă de planoare construite în toată lumea, cât și întreprinderile care au construit aceste planoare.

## Diverși constructori polonezi
- Szybowcowy Zakład Doświadczalny, Polonia (Foka 3, Foka 4, Foka 5)
- Państwowe Zakłady Lotnicze (PZL), Polonia